# Darko Maletić
Darko Maletić (Banja Luka, 20 dicembre 1980) è un ex calciatore bosniaco, centrocampista.

## Palmarès

### Club

#### Competizioni nazionali
- Campionato serbo: 1

Partizan: 2007-2008
- Coppa di Serbia: 1

Partizan: 2007-2008